# Balengues
Els balengues són un grup ètnic africà membres del grup bantu situats a Gabon i Guinea Equatorial. Parlen el lengue, que pertany a les llengües bantus. L'entrada de The Ethnologue la classifica com a membre del subgrup B del bantu nord-occidental, i Echegaray la inclou específicament en el grup sheke, emparentant-la amb l'itemu i amb el nviko.
Ocupen una estreta franja costanera al sud de Bata, entre Punta Nguba i Riu Benito, al sud de Guinea Equatorial. Hi ha també alguns assentaments balengues al costat del riu Ndote. Els principals clans de balengues, també coneguts com a playeros, són els balengues, bleguis, bapukus, bujebas, basekes, 